# Scherma ai Giochi della XI Olimpiade - Fioretto individuale maschile
La competizione del fioretto individuale maschile  di scherma ai Giochi della XI Olimpiade si tenne i giorni 5 e 6 agosto 1936 presso lo Haus des Deutschen Sports a Berlino.

## Risultati

### 1º Turno
Si è disputato il 5 di agosto. Nove gruppi eliminatori i primi quattro classificati accedevano al secondo turno. A qualificazioni acquisite alcuni assalti non si sono disputati.
| Pos. | Atleta              | Nazione        | Vittorie | SF | SC | Incontri | Incontri | Incontri | Incontri | Incontri | Incontri | Incontri |
| Pos. | Atleta              | Nazione        | Vittorie | SF | SC | GAU      | LJU      | VAL      | KIR      | GOR      | BAR      | FER      |
| ---- | ------------------- | -------------- | -------- | -- | -- | -------- | -------- | -------- | -------- | -------- | -------- | -------- |
| 1    | Giulio Gaudini      | Italia         | 5        | 29 | 12 | X        | 5-2      | 5-3      | 4-5      | 5-1      | 5-1      | 5-0      |
| 2    | Bengt Ljungquist    | Svezia         | 4        | 26 | 14 | 2-5      | X        | 5-3      | 4-5      | 5-1      | 5-0      | 5-0      |
| 3    | Paul Valcke         | Belgio         | 4        | 26 | 20 | 3-5      | 3-5      | X        | 5-3      | 5-3      | 5-1      | 5-3      |
| 4    | Bohuslav Kirchmann  | Cecoslovacchia | 4        | 24 | 22 | 5-4      | 5-4      | 3-5      | X        | 1-5      | 5-0      | 5-4      |
| 5    | Ángel Gorordo       | Argentina      | 3        | 20 | 18 | 1-5      | 1-5      | 3-5      | 5-1      | X        | 5-0      | 5-2      |
| 6    | César Barros        | Cile           | 1        | 7  | 29 | 1-5      | 0-5      | 1-5      | 0-5      | 0-5      | X        | 5-4      |
| 7    | Spyridon Ferentinos | Grecia         | 0        | 13 | 30 | 0-5      | 0-5      | 3-5      | 4-5      | 2-5      | 4-5      | X        |

| Pos. | Atleta              | Nazione    | Vittorie | SF | SC | Incontri | Incontri | Incontri | Incontri | Incontri | Incontri |
| Pos. | Atleta              | Nazione    | Vittorie | SF | SC | GAR      | LAR      | BEM      | VON      | VAG      | KOR      |
| ---- | ------------------- | ---------- | -------- | -- | -- | -------- | -------- | -------- | -------- | -------- | -------- |
| 1    | André Gardère       | Francia    | 5        | 25 | 8  | X        | 5-4      | 5-1      | 5-2      | 5-0      | 5-1      |
| 2    | Roberto Larraz      | Argentina  | 4        | 24 | 13 | 4-5      | X        | 5-4      | 5-2      | 5-1      | 5-1      |
| 3    | Konstantinos Bembis | Grecia     | 3        | 20 | 15 | 1-5      | 4-5      | X        | 5-3      | 5-2      | 5-0      |
| 4    | Gottfried von Meiss | Svizzera   | 2        | 17 | 19 | 2-5      | 2-5      | 3-5      | X        | 5-1      | 5-3      |
| 5    | Ricardo Vagnotti    | Brasile    | 1        | 9  | 22 | 0-5      | 1-5      | 2-5      | 1-5      | X        | 5-2      |
| 6    | Mirko Koršić        | Jugoslavia | 0        | 7  | 25 | 1-5      | 1-5      | 0-5      | 3-5      | 2-5      | X        |

| Pos. | Atleta                   | Nazione        | Vittorie | SF | SC | Incontri | Incontri | Incontri | Incontri | Incontri | Incontri | Incontri | Incontri | SP |
| Pos. | Atleta                   | Nazione        | Vittorie | SF | SC | CAS      | MAS      | LEI      | PEC      | PEA      | VON      | SHA      | DeB      | SP |
| ---- | ------------------------ | -------------- | -------- | -- | -- | -------- | -------- | -------- | -------- | -------- | -------- | -------- | -------- | -- |
| 1    | Erwin Casmir             | Germania       | 6        | 30 | 10 | X        | -        | 5-1      | 5-2      | 5-3      | 5-2      | 5-2      | 5-0      |    |
| 2    | Lajos Maszlay            | Ungheria       | 5        | 27 | 16 | -        | X        | 5-4      | 2-5      | 5-1      | 5-2      | 5-2      | 5-2      |    |
| 3    | Aage Leidersdorff        | Danimarca      | 5        | 30 | 26 | 1-5      | 4-5      | X        | 5-3      | 5-2      | 5-3      | 5-4      | 5-4      |    |
| 4    | William Pecora           | Stati Uniti    | 4        | 25 | 24 | 2-5      | 5-2      | 3-5      | X        | 0-5      | 5-2      | 5-3      | 5-2      | 1  |
| 5    | Alfred Pearce            | Gran Bretagna  | 4        | 26 | 25 | 3-5      | 1-5      | 2-5      | 5-0      | X        | 5-2      | 5-4      | 5-4      | 0  |
| 6    | Hervart von Friedenfeldt | Cecoslovacchia | 2        | 21 | 28 | 2-5      | 2-5      | 3-5      | 2-5      | 2-5      | X        | 5-1      | 5-2      |    |
| 7    | Mauris Shamil            | Egitto         | 1        | 21 | 32 | 2-5      | 2-5      | 4-5      | 3-5      | 4-5      | 1-5      | X        | 5-2      |    |
| 8    | Hubert de Bèsche         | Svezia         | 0        | 16 | 35 | 0-5      | 2-5      | 4-5      | 2-5      | 4-5      | 2-5      | 2-5      | X        |    |

| Pos. | Atleta           | Nazione        | Vittorie | SF | SC | Incontri | Incontri | Incontri | Incontri | Incontri | Incontri | SP |
| Pos. | Atleta           | Nazione        | Vittorie | SF | SC | LLO      | LOS      | TIN      | JES      | GOY      | PEN      | SP |
| ---- | ---------------- | -------------- | -------- | -- | -- | -------- | -------- | -------- | -------- | -------- | -------- | -- |
| 1    | John Emrys Lloyd | Gran Bretagna  | 5        | 25 | 7  | X        | 5-2      | 5-2      | 5-1      | 5-1      | 5-1      |    |
| 2    | Josef Losert     | Austria        | 4        | 22 | 15 | 2-5      | X        | 5-4      | 5-2      | 5-3      | 5-1      |    |
| 3    | Ivar Tingdahl    | Svezia         | 2        | 18 | 19 | 2-5      | 4-5      | X        | 5-3      | 2-5      | 5-1      | 2  |
| 4    | Jiří Jesenský    | Cecoslovacchia | 2        | 16 | 22 | 1-5      | 2-5      | 3-5      | X        | 5-3      | 5-4      | 1  |
| 5    | Tomás Goyoaga    | Cile           | 2        | 17 | 18 | 1-5      | 3-5      | 5-2      | 3-5      | X        | 5-1      | 0  |
| 6    | Marjan Pengov    | Jugoslavia     | 0        | 8  | 25 | 1-5      | 1-5      | 1-5      | 4-5      | 1-5      | X        |    |

| Pos. | Atleta                 | Nazione   | Vittorie | SF | SC | Incontri | Incontri | Incontri | Incontri | Incontri | Incontri | Incontri |
| Pos. | Atleta                 | Nazione   | Vittorie | SF | SC | HÁT      | LEM      | HEI      | FAL      | JAC      | RUB      | VAL      |
| ---- | ---------------------- | --------- | -------- | -- | -- | -------- | -------- | -------- | -------- | -------- | -------- | -------- |
| 1    | József Hátszeghy       | Ungheria  | 5        | 25 | 10 | X        | 5-3      | 5-4      | -        | 5-2      | 5-1      | 5-0      |
| 2    | René Lemoine           | Francia   | 4        | 23 | 14 | 3-5      | X        | -        | 5-3      | 5-2      | 5-2      | 5-2      |
| 3    | August Heim            | Germania  | 3        | 19 | 8  | 4-5      | -        | X        | -        | 5-1      | 5-1      | 5-1      |
| 4    | Johan Falkenberg       | Norvegia  | 3        | 18 | 10 | -        | 3-5      | -        | X        | 5-1      | 5-4      | 5-0      |
| 5    | Svend Jacobsen         | Danimarca | 1        | 11 | 21 | 2-5      | 2-5      | 1-5      | 1-5      | X        | -        | 5-1      |
| 6    | Jean Rubli             | Svizzera  | 0        | 8  | 20 | 1-5      | 2-5      | 1-5      | 4-5      | -        | X        | -        |
| 7    | Hermógenes Valdebenito | Cile      | 0        | 4  | 25 | 0-5      | 2-5      | 1-5      | 0-5      | 1-5      | -        | X        |

| Pos. | Atleta              | Nazione     | Vittorie | SF | SC | Incontri | Incontri | Incontri | Incontri | Incontri | Incontri | Incontri | SP |
| Pos. | Atleta              | Nazione     | Vittorie | SF | SC | LEV      | ABD      | BAY      | FRØ      | VAL      | ALE      | DAL      | SP |
| ---- | ------------------- | ----------- | -------- | -- | -- | -------- | -------- | -------- | -------- | -------- | -------- | -------- | -- |
| 1    | Joseph Levis        | Stati Uniti | 6        | 30 | 13 | X        | 5-1      | 5-3      | 5-4      | 5-2      | 5-3      | 5-0      |    |
| 2    | Mahmoud Abdin       | Egitto      | 5        | 26 | 20 | 1-5      | X        | 5-4      | 5-3      | 5-4      | 5-3      | 5-1      |    |
| 3    | Béla Bay            | Ungheria    | 3        | 25 | 20 | 3-5      | 4-5      | X        | 3-5      | 5-2      | 5-2      | 5-1      | 2  |
| 4    | Jens Frølich        | Norvegia    | 3        | 26 | 23 | 4-5      | 3-5      | 5-3      | X        | 4-5      | 5-4      | 5-1      | 1  |
| 5    | Rodolfo Valenzuela  | Argentina   | 3        | 23 | 22 | 2-5      | 4-5      | 2-5      | 5-4      | X        | 5-1      | 5-2      | 0  |
| 6    | Lodovico Alessandri | Brasile     | 1        | 18 | 29 | 3-5      | 3-5      | 2-5      | 4-5      | 1-5      | X        | 5-4      |    |
| 7    | Ernest Dalton       | Canada      | 0        | 9  | 30 | 0-5      | 1-5      | 1-5      | 1-5      | 2-5      | 4-5      | X        |    |

| Pos. | Atleta                 | Nazione   | Vittorie | SF | SC | Incontri | Incontri | Incontri | Incontri | Incontri | Incontri | Incontri |
| Pos. | Atleta                 | Nazione   | Vittorie | SF | SC | DE       | BOC      | FAU      | RIT      | SCH      | DUN      | JØR      |
| ---- | ---------------------- | --------- | -------- | -- | -- | -------- | -------- | -------- | -------- | -------- | -------- | -------- |
| 1    | Georges de Bourguignon | Belgio    | 5        | 25 | 15 | X        | -        | 5-4      | 5-3      | 5-2      | 5-4      | 5-2      |
| 2    | Giorgio Bocchino       | Italia    | 4        | 20 | 9  | -        | X        | -        | 5-2      | 5-2      | 5-2      | 5-3      |
| 3    | Michel Fauconnet       | Svizzera  | 3        | 19 | 10 | 4-5      | -        | X        | 5-1      | 5-1      | -        | 5-3      |
| 4    | Josef Ritz             | Austria   | 3        | 21 | 24 | 3-5      | 2-5      | 1-5      | X        | 5-4      | 5-2      | 5-3      |
| 5    | Caspar Schrøder        | Danimarca | 2        | 19 | 26 | 2-5      | 2-5      | 1-5      | 4-5      | X        | 5-2      | 5-4      |
| 6    | Moacyr Dunham          | Brasile   | 0        | 10 | 20 | 4-5      | 2-5      | -        | 2-5      | 2-5      | X        | -        |
| 7    | Nils Jørgensen         | Norvegia  | 0        | 15 | 25 | 2-5      | 3-5      | 3-5      | 3-5      | 4-5      | -        | X        |

| Pos. | Atleta                | Nazione       | Vittorie | SF | SC | Incontri | Incontri | Incontri | Incontri | Incontri | Incontri | Incontri | SP |
| Pos. | Atleta                | Nazione       | Vittorie | SF | SC | GAR      | EIS      | SUD      | ALE      | BAR      | VAS      | COL      | SP |
| ---- | --------------------- | ------------- | -------- | -- | -- | -------- | -------- | -------- | -------- | -------- | -------- | -------- | -- |
| 1    | Édouard Gardère       | Francia       | 5        | 28 | 14 | X        | 3-5      | 5-2      | 5-1      | 5-2      | 5-1      | 5-3      |    |
| 2    | Julius Eisenecker     | Germania      | 4        | 28 | 17 | 5-3      | X        | 4-5      | 4-5      | 5-2      | 5-1      | 5-1      |    |
| 3    | Karl Sudrich          | Austria       | 4        | 22 | 16 | 2-5      | 5-4      | X        | 5-3      | 5-3      | 5-1      | -        |    |
| 4    | Hugh Alessandroni     | Stati Uniti   | 3        | 23 | 25 | 1-5      | 5-4      | 3-5      | X        | 4-5      | 5-3      | 5-3      | 1  |
| 5    | David Bartlett        | Gran Bretagna | 3        | 22 | 23 | 2-5      | 2-5      | 3-5      | 5-4      | X        | 5-0      | 5-4      | 0  |
| 6    | Dimitar Vasilev       | Bulgaria      | 1        | 11 | 26 | 1-5      | 1-5      | 1-5      | 3-5      | 0-5      | X        | 5-1      |    |
| 7    | Frank Donald Collinge | Canada        | 0        | 12 | 25 | 3-5      | 1-5      | -        | 3-5      | 4-5      | 1-5      | X        |    |

| Pos. | Atleta              | Nazione     | Vittorie | SF | SC | Incontri | Incontri | Incontri | Incontri | Incontri | Incontri | Incontri |
| Pos. | Atleta              | Nazione     | Vittorie | SF | SC | GUA      | MAN      | BRU      | MAR      | KUN      | OTI      | TAW      |
| ---- | ------------------- | ----------- | -------- | -- | -- | -------- | -------- | -------- | -------- | -------- | -------- | -------- |
| 1    | Gioacchino Guaragna | Italia      | 5        | 25 | 7  | X        | 5-1      | 5-3      | 5-1      | 5-2      | -        | 5-0      |
| 2    | Nikolaos Manolesos  | Grecia      | 4        | 20 | 17 | 1-5      | X        | -        | 5-2      | 4-2      | 5-4      | 5-4      |
| 3    | Raymond Bru         | Belgio      | 3        | 21 | 16 | 3-5      | -        | X        | 3-5      | 5-1      | 5-1      | 5-4      |
| 4    | Edvard Marion       | Jugoslavia  | 3        | 18 | 19 | 1-5      | 2-5      | 5-3      | X        | -        | 5-3      | 5-3      |
| 5    | Paul Kunze          | Paesi Bassi | 1        | 14 | 23 | 2-5      | 2-4      | 1-5      | -        | X        | 4-5      | 5-4      |
| 6    | Charles Otis        | Canada      | 1        | 16 | 24 | -        | 4-5      | 1-5      | 3-5      | 5-4      | X        | 3-5      |
| 7    | Anwar Tawfik        | Egitto      | 1        | 20 | 28 | 0-5      | 4-5      | 4-5      | 3-5      | 4-5      | 5-3      | X        |

### 2º Turno
Si è disputato il 5 di agosto. Sei gruppi i primi quattro classificati accedevano ai quarti di finale. A qualificazioni acquisite alcuni assalti non si sono disputati.
| Pos. | Atleta            | Nazione     | Vittorie | SF | SC | Incontri | Incontri | Incontri | Incontri | Incontri | Incontri | SP |
| Pos. | Atleta            | Nazione     | Vittorie | SF | SC | LEV      | VAL      | EIS      | BOC      | FAU      | SUD      | SP |
| ---- | ----------------- | ----------- | -------- | -- | -- | -------- | -------- | -------- | -------- | -------- | -------- | -- |
| 1    | Joseph Levis      | Stati Uniti | 4        | 24 | 16 | X        | 4-5      | 5-4      | 5-2      | 5-3      | 5-2      |    |
| 2    | Paul Valcke       | Belgio      | 4        | 24 | 18 | 5-4      | X        | 5-3      | 4-5      | 5-2      | 5-4      |    |
| 3    | Julius Eisenecker | Germania    | 2        | 19 | 19 | 4-5      | 3-5      | X        | 5-1      | 2-5      | 5-3      | 2  |
| 4    | Giorgio Bocchino  | Italia      | 2        | 16 | 22 | 2-5      | 5-4      | 1-5      | X        | 3-5      | 5-3      | 1  |
| 5    | Michel Fauconnet  | Svizzera    | 2        | 17 | 20 | 3-5      | 2-5      | 5-2      | 5-3      | X        | 2-5      | 0  |
| 6    | Karl Sudrich      | Austria     | 1        | 17 | 22 | 2-5      | 4-5      | 3-5      | 3-5      | 5-2      | X        |    |

| Pos. | Atleta              | Nazione  | Vittorie | SF | SC | Incontri | Incontri | Incontri | Incontri | Incontri | Incontri |
| Pos. | Atleta              | Nazione  | Vittorie | SF | SC | GAU      | HÁT      | LOS      | FAL      | TIN      | VON      |
| ---- | ------------------- | -------- | -------- | -- | -- | -------- | -------- | -------- | -------- | -------- | -------- |
| 1    | Giulio Gaudini      | Italia   | 3        | 19 | 9  | X        | 5-1      | 4-5      | 5-2      | 5-1      | -        |
| 2    | József Hátszeghy    | Ungheria | 3        | 16 | 12 | 1-5      | X        | 5-2      | -        | 5-3      | 5-2      |
| 3    | Josef Losert        | Austria  | 3        | 17 | 17 | 5-4      | 2-5      | X        | -        | 5-4      | 5-4      |
| 4    | Johan Falkenberg    | Norvegia | 2        | 12 | 10 | 2-5      | -        | -        | X        | 5-2      | 5-3      |
| 5    | Ivar Tingdahl       | Svezia   | 1        | 15 | 24 | 1-5      | 3-5      | 4-5      | 2-5      | X        | 5-4      |
| 6    | Gottfried von Meiss | Svizzera | 0        | 13 | 20 | -        | 2-5      | 4-5      | 3-5      | 4-5      | X        |

| Pos. | Atleta                 | Nazione        | Vittorie | SF | SC | Incontri | Incontri | Incontri | Incontri | Incontri | Incontri |
| Pos. | Atleta                 | Nazione        | Vittorie | SF | SC | GAR      | MAS      | DE       | JES      | HEI      | RIT      |
| ---- | ---------------------- | -------------- | -------- | -- | -- | -------- | -------- | -------- | -------- | -------- | -------- |
| 1    | Édouard Gardère        | Francia        | 4        | 20 | 8  | X        | -        | 5-4      | 5-2      | 5-2      | 5-0      |
| 2    | Lajos Maszlay          | Ungheria       | 3        | 18 | 11 | -        | X        | 3-5      | 5-0      | 5-4      | 5-2      |
| 3    | Georges de Bourguignon | Belgio         | 3        | 19 | 13 | 4-5      | 5-3      | X        | 5-3      | 5-2      | -        |
| 4    | Jiří Jesenský          | Cecoslovacchia | 2        | 15 | 21 | 2-5      | 0-5      | 3-5      | X        | 5-4      | 5-2      |
| 5    | August Heim            | Germania       | 1        | 17 | 23 | 2-5      | 4-5      | 2-5      | 4-5      | X        | 5-3      |
| 6    | Josef Ritz             | Austria        | 0        | 7  | 20 | 0-5      | 2-5      | -        | 2-5      | 3-5      | X        |

| Pos. | Atleta              | Nazione       | Vittorie | SF | SC | Incontri | Incontri | Incontri | Incontri | Incontri | Incontri |
| Pos. | Atleta              | Nazione       | Vittorie | SF | SC | LLO      | LAR      | LEI      | ABD      | MAR      | BEM      |
| ---- | ------------------- | ------------- | -------- | -- | -- | -------- | -------- | -------- | -------- | -------- | -------- |
| 1    | John Emrys Lloyd    | Gran Bretagna | 3        | 15 | 6  | X        | 5-3      | 5-1      | -        | -        | 5-2      |
| 2    | Roberto Larraz      | Argentina     | 3        | 18 | 11 | 3-5      | X        | -        | 5-1      | 5-2      | 5-3      |
| 3    | Aage Leidersdorff   | Danimarca     | 2        | 11 | 9  | 1-5      | -        | X        | -        | 5-0      | 5-4      |
| 4    | Mahmoud Abdin       | Egitto        | 2        | 11 | 10 | -        | 1-5      | -        | X        | 5-2      | 5-3      |
| 5    | Edvard Marion       | Jugoslavia    | 0        | 4  | 15 | -        | 2-5      | 0-5      | 2-5      | X        | -        |
| 6    | Konstantinos Bembis | Grecia        | 0        | 12 | 20 | 2-5      | 3-5      | 4-5      | 3-5      | -        | X        |

| Pos. | Atleta              | Nazione     | Vittorie | SF | SC | Incontri | Incontri | Incontri | Incontri | Incontri | Incontri |
| Pos. | Atleta              | Nazione     | Vittorie | SF | SC | GAR      | BRU      | GUA      | FRØ      | MAN      | ALE      |
| ---- | ------------------- | ----------- | -------- | -- | -- | -------- | -------- | -------- | -------- | -------- | -------- |
| 1    | André Gardère       | Francia     | 4        | 24 | 13 | X        | 5-3      | 4-5      | 5-2      | 5-1      | 5-2      |
| 2    | Raymond Bru         | Belgio      | 3        | 18 | 12 | 3-5      | X        | -        | 5-1      | 5-2      | 5-4      |
| 3    | Gioacchino Guaragna | Italia      | 3        | 17 | 12 | 5-4      | -        | X        | 5-3      | 5-0      | 2-5      |
| 4    | Jens Frølich        | Norvegia    | 2        | 16 | 23 | 2-5      | 1-5      | 3-5      | X        | 5-4      | 5-4      |
| 5    | Nikolaos Manolesos  | Grecia      | 1        | 12 | 22 | 1-5      | 2-5      | 0-5      | 4-5      | X        | 5-2      |
| 6    | Hugh Alessandroni   | Stati Uniti | 1        | 17 | 22 | 2-5      | 4-5      | 5-2      | 4-5      | 2-5      | X        |

| Pos. | Atleta             | Nazione        | Vittorie | SF | SC | Incontri | Incontri | Incontri | Incontri | Incontri | Incontri | SP |
| Pos. | Atleta             | Nazione        | Vittorie | SF | SC | CAS      | BAY      | LEM      | LJU      | PEA      | KIR      | SP |
| ---- | ------------------ | -------------- | -------- | -- | -- | -------- | -------- | -------- | -------- | -------- | -------- | -- |
| 1    | Erwin Casmir       | Germania       | 5        | 25 | 14 | X        | 5-1      | 5-4      | 5-4      | 5-2      | 5-3      |    |
| 2    | Béla Bay           | Ungheria       | 3        | 18 | 13 | 1-5      | X        | 5-1      | 2-5      | 5-0      | 5-2      |    |
| 3    | René Lemoine       | Francia        | 3        | 20 | 21 | 4-5      | 1-5      | X        | 5-3      | 5-4      | 5-4      |    |
| 4    | Bengt Ljungquist   | Svezia         | 2        | 18 | 19 | 4-5      | 5-2      | 3-5      | X        | 1-5      | 5-2      | 1  |
| 5    | William Pecora     | Stati Uniti    | 2        | 16 | 20 | 2-5      | 0-5      | 4-5      | 5-1      | X        | 5-4      | 0  |
| 6    | Bohuslav Kirchmann | Cecoslovacchia | 0        | 15 | 25 | 3-5      | 2-5      | 4-5      | 2-5      | 4-5      | X        |    |

### Quarti di finale
Si sono disputati il 5 di agosto. Quattro gruppi i primi quattro classificati accedevano alle semifinali. A qualificazioni acquisite alcuni assalti non si sono disputati.
| Pos. | Atleta            | Nazione   | Vittorie | SF | SC | Incontri | Incontri | Incontri | Incontri | Incontri | Incontri |
| Pos. | Atleta            | Nazione   | Vittorie | SF | SC | GAU      | EIS      | GAR      | BAY      | FAL      | LAR      |
| ---- | ----------------- | --------- | -------- | -- | -- | -------- | -------- | -------- | -------- | -------- | -------- |
| 1    | Giulio Gaudini    | Italia    | 4        | 20 | 5  | X        | 5-0      | 5-2      | -        | 5-0      | 5-3      |
| 2    | Julius Eisenecker | Germania  | 3        | 15 | 12 | 0-5      | X        | -        | 5-1      | 5-2      | 5-4      |
| 3    | André Gardère     | Francia   | 3        | 17 | 12 | 2-5      | -        | X        | 5-2      | 5-1      | 5-4      |
| 4    | Béla Bay          | Ungheria  | 2        | 13 | 17 | -        | 1-5      | 2-5      | X        | 5-3      | 5-4      |
| 5    | Johan Falkenberg  | Norvegia  | 0        | 6  | 20 | 0-5      | 2-5      | 1-5      | 3-5      | X        | -        |
| 6    | Roberto Larraz    | Argentina | 0        | 15 | 20 | 3-5      | 4-5      | 4-5      | 4-5      | -        | X        |

| Pos. | Atleta           | Nazione     | Vittorie | SF | SC | Incontri | Incontri | Incontri | Incontri | Incontri | Incontri | SP |
| Pos. | Atleta           | Nazione     | Vittorie | SF | SC | LEV      | GAR      | BRU      | LOS      | MAS      | LJU      | SP |
| ---- | ---------------- | ----------- | -------- | -- | -- | -------- | -------- | -------- | -------- | -------- | -------- | -- |
| 1    | Joseph Levis     | Stati Uniti | 5        | 25 | 16 | X        | 5-3      | 5-4      | 5-4      | 5-4      | 5-1      |    |
| 2    | Édouard Gardère  | Francia     | 3        | 18 | 9  | 3-5      | X        | 5-4      | 5-0      | 5-0      | -        |    |
| 3    | Raymond Bru      | Belgio      | 2        | 21 | 22 | 4-5      | 4-5      | X        | 5-3      | 3-5      | 5-4      | 2  |
| 4    | Josef Losert     | Austria     | 2        | 17 | 18 | 4-5      | 0-5      | 3-5      | X        | 5-3      | 5-0      | 1  |
| 5    | Lajos Maszlay    | Ungheria    | 2        | 17 | 20 | 4-5      | 0-5      | 5-3      | 3-5      | X        | 5-2      | 0  |
| 6    | Bengt Ljungquist | Svezia      | 0        | 7  | 20 | 1-5      | -        | 4-5      | 0-5      | 2-5      | X        |    |

| Pos. | Atleta                 | Nazione        | Vittorie | SF | SC | Incontri | Incontri | Incontri | Incontri | Incontri | Incontri |
| Pos. | Atleta                 | Nazione        | Vittorie | SF | SC | CAS      | GUA      | HÁT      | DE       | JES      | FRØ      |
| ---- | ---------------------- | -------------- | -------- | -- | -- | -------- | -------- | -------- | -------- | -------- | -------- |
| 1    | Erwin Casmir           | Germania       | 4        | 23 | 13 | X        | 5-3      | 5-2      | 3-5      | 5-0      | 5-3      |
| 2    | Gioacchino Guaragna    | Italia         | 3        | 18 | 10 | 3-5      | X        | 5-3      | -        | 5-2      | 5-0      |
| 3    | József Hátszeghy       | Ungheria       | 3        | 20 | 19 | 2-5      | 3-5      | X        | 5-4      | 5-2      | 5-3      |
| 4    | Georges de Bourguignon | Belgio         | 2        | 18 | 15 | 5-3      | -        | 4-5      | X        | 5-2      | 4-5      |
| 5    | Jiří Jesenský          | Cecoslovacchia | 1        | 11 | 24 | 0-5      | 2-5      | 2-5      | 2-5      | X        | 5-4      |
| 5    | Jens Frølich           | Norvegia       | 1        | 15 | 24 | 3-5      | 0-5      | 3-5      | 5-4      | 4-5      | X        |

| Pos. | Atleta            | Nazione       | Vittorie | SF | SC | Incontri | Incontri | Incontri | Incontri | Incontri | Incontri |
| Pos. | Atleta            | Nazione       | Vittorie | SF | SC | BOC      | LEM      | VAL      | LLO      | ABD      | LEI      |
| ---- | ----------------- | ------------- | -------- | -- | -- | -------- | -------- | -------- | -------- | -------- | -------- |
| 1    | Giorgio Bocchino  | Italia        | 3        | 17 | 11 | X        | 5-2      | 2-5      | 5-2      | 5-2      | -        |
| 2    | René Lemoine      | Francia       | 3        | 17 | 12 | 2-5      | X        | -        | 5-2      | 5-3      | 5-2      |
| 3    | Paul Valcke       | Belgio        | 3        | 16 | 13 | 5-2      | -        | X        | 1-5      | 5-4      | 5-2      |
| 4    | John Emrys Lloyd  | Gran Bretagna | 3        | 19 | 14 | 2-5      | 2-5      | 5-1      | X        | 5-3      | 5-0      |
| 5    | Mahmoud Abdin     | Egitto        | 1        | 17 | 22 | 2-5      | 3-5      | 4-5      | 3-5      | X        | 5-2      |
| 6    | Aage Leidersdorff | Danimarca     | 0        | 6  | 20 | -        | 2-5      | 2-5      | 0-5      | 2-5      | X        |

### Semifinali
Si sono disputate il 6 di agosto. Due gruppi i primi quattro classificati accedevano alla finale. A qualificazioni acquisite alcuni assalti non si sono disputati.
| Pos. | Atleta            | Nazione       | Vittorie | SF | SC | Incontri | Incontri | Incontri | Incontri | Incontri | Incontri | Incontri | Incontri |
| Pos. | Atleta            | Nazione       | Vittorie | SF | SC | GAU      | BOC      | GAR      | BRU      | LLO      | VAL      | HÁT      | EIS      |
| ---- | ----------------- | ------------- | -------- | -- | -- | -------- | -------- | -------- | -------- | -------- | -------- | -------- | -------- |
| 1    | Giulio Gaudini    | Italia        | 6        | 34 | 20 | X        | 5-3      | 5-2      | 4-5      | 5-4      | 5-1      | 5-2      | 5-3      |
| 2    | Giorgio Bocchino  | Italia        | 5        | 28 | 18 | 3-5      | X        | -        | 5-2      | 5-2      | 5-4      | 5-2      | 5-3      |
| 3    | André Gardère     | Francia       | 4        | 26 | 19 | 2-5      | -        | X        | 5-3      | 5-3      | 5-1      | 4-5      | 5-2      |
| 4    | Raymond Bru       | Belgio        | 4        | 25 | 26 | 5-4      | 2-5      | 3-5      | X        | 0-5      | 5-2      | 5-3      | 5-2      |
| 5    | John Emrys Lloyd  | Gran Bretagna | 3        | 28 | 24 | 4-5      | 2-5      | 3-5      | 5-0      | X        | 5-1      | 5-3      | 4-5      |
| 6    | Paul Valcke       | Belgio        | 2        | 19 | 28 | 1-5      | 4-5      | 1-5      | 2-5      | 1-5      | X        | 5-0      | 5-3      |
| 7    | József Hátszeghy  | Ungheria      | 2        | 20 | 31 | 2-5      | 2-5      | 5-4      | 3-5      | 3-5      | 0-5      | X        | 5-2      |
| 8    | Julius Eisenecker | Germania      | 1        | 20 | 34 | 3-5      | 3-5      | 2-5      | 2-5      | 5-4      | 3-5      | 2-5      | X        |

| Pos. | Atleta                 | Nazione     | Vittorie | SF | SC | Incontri | Incontri | Incontri | Incontri | Incontri | Incontri | Incontri | Incontri |
| Pos. | Atleta                 | Nazione     | Vittorie | SF | SC | GUA      | CAS      | GAR      | DE       | BAY      | LEM      | LEV      | LOS      |
| ---- | ---------------------- | ----------- | -------- | -- | -- | -------- | -------- | -------- | -------- | -------- | -------- | -------- | -------- |
| 1    | Gioacchino Guaragna    | Italia      | 6        | 30 | 12 | X        | -        | 5-2      | 5-3      | 5-3      | 5-0      | 5-2      | 5-2      |
| 2    | Erwin Casmir           | Germania    | 5        | 28 | 18 | -        | X        | 5-2      | 3-5      | 5-2      | 5-4      | 5-4      | 5-1      |
| 3    | Édouard Gardère        | Francia     | 5        | 29 | 21 | 2-5      | 2-5      | X        | 5-3      | 5-3      | 5-2      | 5-2      | 5-1      |
| 4    | Georges de Bourguignon | Belgio      | 4        | 28 | 29 | 3-5      | 5-3      | 3-5      | X        | 2-5      | 5-3      | 5-4      | 5-4      |
| 5    | Béla Bay               | Ungheria    | 3        | 27 | 28 | 3-5      | 2-5      | 3-5      | 5-2      | X        | 4-5      | 5-2      | 5-4      |
| 6    | René Lemoine           | Francia     | 2        | 19 | 32 | 0-5      | 4-5      | 2-5      | 3-5      | 5-4      | X        | 0-5      | 5-3      |
| 7    | Joseph Levis           | Stati Uniti | 1        | 19 | 25 | 2-5      | 4-5      | 2-5      | 4-5      | 2-5      | 5-0      | X        | -        |
| 8    | Josef Losert           | Austria     | 0        | 15 | 30 | 2-5      | 1-5      | 1-5      | 4-5      | 4-5      | 3-5      | -        | X        |

### Finali
Si è disputata il 6 di agosto.
| Pos.    | Atleta                 | Nazione  | Vittorie | SF | SC | Incontri | Incontri | Incontri | Incontri | Incontri | Incontri | Incontri | Incontri |
| Pos.    | Atleta                 | Nazione  | Vittorie | SF | SC | GAU      | GAR      | BOC      | CAS      | GUA      | BRU      | GAR      | DE       |
| ------- | ---------------------- | -------- | -------- | -- | -- | -------- | -------- | -------- | -------- | -------- | -------- | -------- | -------- |
| Oro     | Giulio Gaudini         | Italia   | 7        | 35 | 20 | X        | 5-3      | 5-2      | 5-3      | 5-4      | 5-2      | 5-4      | 5-2      |
| Argento | Édouard Gardère        | Francia  | 6        | 33 | 25 | 3-5      | X        | 5-2      | 5-4      | 5-4      | 5-4      | 5-3      | 5-3      |
| Bronzo  | Giorgio Bocchino       | Italia   | 4        | 28 | 22 | 2-5      | 2-5      | X        | 4-5      | 5-3      | 5-1      | 5-1      | 5-2      |
| 4       | Erwin Casmir           | Germania | 4        | 31 | 29 | 3-5      | 4-5      | 5-4      | X        | 5-4      | 4-5      | 5-4      | 5-2      |
| 5       | Gioacchino Guaragna    | Italia   | 3        | 30 | 29 | 4-5      | 4-5      | 3-5      | 4-5      | X        | 5-3      | 5-3      | 5-3      |
| 6       | Raymond Bru            | Belgio   | 3        | 25 | 31 | 2-5      | 4-5      | 1-5      | 5-4      | 3-5      | X        | 5-4      | 5-3      |
| 7       | André Gardère          | Francia  | 1        | 24 | 32 | 4-5      | 3-5      | 1-5      | 4-5      | 3-5      | 4-5      | X        | 5-2      |
| 8       | Georges de Bourguignon | Belgio   | 0        | 17 | 35 | 2-5      | 3-5      | 2-5      | 2-5      | 3-5      | 3-5      | 2-5      | X        |